# Прихований колір речей
«Прихований колір речей» (італ. Il colore nascosto delle cose) — італо-швейцарський драматичний фільм 2017 року, поставлений режисером Сільвіо Сольдіні з Валеріє Голіно та Адріано Джанніні в головних ролях. Світова прем'єра відбулася 7 вересня 2017 на 74-му Венеційському міжнародному кінофестивалі, де фільм показали в позаконкурсній програмі .

## Сюжет
Тео — вічний мандрівник, не здатний довго всидіти на місці. Тому життя хлопця постійно рябіє змінами та непостійністю. Він втікає від свого минулого, від своїх батьків, від жінок, з якими провів ніч, від відповідальності. Він любить по-справжньому лише свою роботу співробітника креативного агентства й ніколи не відключає планшет і телефони.
Життя Тео кардинально змінюється, коли в ньому з'являється Емма. У 16 років вона втратила зір, але не втратила зв'язок зі світом, не дозволивши сліпоті загнати себе в клітку, навіть попри те, що кожен день для неї — битва. Працюючи остеопатом, вона весь день переміщується по місту, рішуче постукуючи по тротуарах білою тростиною. Емма нещодавно розлучилася з чоловіком і відчайдушно потребує роману з яскравим дотепним чоловіком. І таким їй здається Тео.
Для Тео все почнеться з парі. Емма не така, як ті жінки, з якими він раніше зустрічався; її світ і вабить його, і лякає. Обоє здивовані легкості, що виникла в їхніх стосунках. Але радісній ідилії прийде кінець. Кожен повернеться до свого життя, яке вже ніколи більше не буде таким, як раніше.

## У ролях
| • Валерія Голіно       | … | Емма                |
| • Адріано Джанніні     | … | Тео                 |
| • Аріанна Скомменья    | … | Патті               |
| • Лаура Адріані        | … | Надя                |
| • Анна Ферцетті        | … | Грета               |
| • Андреа Пеннаккі      | … | Паоло               |
| • Беніаміно Марконе    | … | Фоавіо              |
| • Маттіа Сбраджа       | … | Вітторіо            |
| • Валентина Карнелутті | … | Стефанія            |
| • Джузеппе Чедерна     | … | водій нічного таксі |

## Знімальна група
- Автори сценарію — Давиде Лантьєрі, Доріана Леондефф, Сільвіо Сольдіні
- Режисер-постановник — Сільвіо Сольдіні
- Продюсери — Ліонелло Черрі, Паоло Дель Брокко
- Виконавчі продюсери — Симон Бензакейн, Генгамех Панагі, Антонелла Віскарді
- Співпродюсери — Ельда Гвіднетті, Андрес Пфаффлі
- Оператор — Маттео Кокко
- Композитор — Джанлуїджі Карлоне
- Монтаж — Карлотта Кристіані, Джорджо Гаріні
- Художник-постановник — Марта Маффуччі
- Художник з костюмів — Сільвія Небіоло

## Нагороди та номінації
| Список нагород та номінацій | Список нагород та номінацій | Список нагород та номінацій | Список нагород та номінацій | Список нагород та номінацій | Список нагород та номінацій |
| Кінофестиваль/Кінопремія    | Рік                         | Категорія                   | Номінант(и)                 | Результат                   | Дж                          |
| --------------------------- | --------------------------- | --------------------------- | --------------------------- | --------------------------- | --------------------------- |
| Швейцарська кінопремія      | 23.03.2018                  | Найкращий фільм             | Прихований колір речей      | Номінація                   |                             |
| Премія «Давид ді Донателло» | 21.03.2018                  | Найкраща акторка            | Валерія Голіно              | Номінація                   | [ 4 ]                       |